# 이원 (1978년)
이원(1978년 7월 19일 ~ )은 대한민국의 배우이다.

## 생애
2000년 연극배우로 첫 데뷔하였고 2004년 영화 《아라한 장풍 대작전》의 단역으로 영화배우 데뷔하였다.

## 학력
- 안양예술고등학교 연극영화학과 졸업
- 서울예술대학 영화학과 전문학사 졸업

## 작품

### 드라마
- 2009년 KBS1 《KBS TV 문학관 - 사람의 아들》 - 조동팔 역
- 2009년 KBS2 《솔약국집 아들들》 - 변호사 사무실의 사무관 역
- 2008년 SBS 《온에어》 - 권오석 역
- 2015년 KBS2 《너를 기억해》 - 교도관 역

### 영화
- 2008년 그녀는 예뻤다 - 삼성 스카우트 역
- 2008년 GP506 - 백상병 역
- 2006년 생, 날선생 - 현재패 역
- 2005년 주먹이 운다 - 얍삽남 역
- 2004년 아라한 장풍 대작전 - 선동 역

### 연극
- 2014년 2014 마로니에여름축제 - 내일도 공연할 수 있을까? - 팔로워 역
- 2014년 이기동 체육관 - 강근담 역
- 2013년 내일 공연인데 어떡하지 - 조연출 역
- 2013년 연애시대 - 나가토미 역
- 2013년 2013 마로니에여름축제 - 내일 공연인데 어떡하지! - 조연출 역
- 2013년 환상동화 - 사랑광대 역
- 2012년 모범생들 - 박수환 역
- 2011년 더 코러스 - 오이디푸스 - 크레온 역
- 2010년 호야 - 한자겸 역
- 2009년 청춘, 18대 1 - 정윤철(이케다 요시오) 역
- 2008년 조선 연정 스캔들 호야
- 2008년 청춘, 18대 1 : 두산아트센터 창작자 육성 프로그램 2 - 정윤철(이케다 요시오) 역